# 系図 (武満徹)
『系図 ―若い人たちのための音楽詩―』（Family Tree - Musical Verses for Young People -）は、武満徹が作曲した、少女の語り手とオーケストラのための作品である。『若い人たちのための音楽詩』は副題である。

## 概要
1992年にニューヨーク・フィルハーモニックの創立150周年を記念として委嘱された作品である。初演は、1995年4月20日、レナード・スラットキンの指揮とニューヨーク・フィルハーモニック、サラ・ヒックスの語りによって行われた。
日本初演は、世界初演の直後に、女優の遠野凪子の語り、岩城宏之の指揮、NHK交響楽団によって放送初演の形式で行われた。日本語版による舞台初演は、同年9月7日に長野県松本文化会館で、遠野凪子の語り、小澤征爾の指揮、サイトウ・キネン・オーケストラの演奏で行われた。1996年2月20日に武満徹が死去し、同月25日にNHK教育テレビで放送された追悼番組では、「映像詩 系図」の制作風景と、完成した「映像詩 系図」（朗読：遠野凪子）が放映された。
詩人・谷川俊太郎の詩集『はだか』の中にある詩から武満が6篇を選出してテキストにし、彼によって再構成されたものが作品に用いられている。詩の英訳はウィリアム・I・エリオットと川村和夫が行った。詩集の原文では主人公は少年であり一人称は「ぼく」となっているが、本作では少女に変更され、一人称は「わたし」となっている。
曲の最後に現れるアコーディオンの旋律は、以前に書いたが使われなかった曲を再利用したものである。武満徹がアコーディオン奏者をソリストとして使用した作品は、この1曲にとどまった。そのため、アコーディオン奏者もプログラムに表記されていることがある。

## 構成
全6曲から構成され、演奏時間は22分から25分程度。括弧内は英語版での表記。
- 第1曲 むかしむかし (Once Upon a Time)
- 第2曲 おじいちゃん (Grandpa)
- 第3曲 おばあちゃん (Grandma)
- 第4曲 おとうさん (Dad)
- 第5曲 おかあさん (Mom)
- 第6曲 とおく (A Distant Place)

語り手は、12歳から15歳の少女が望ましい、と武満は語っている。

## 編成
- フルート 3（2番はピッコロ、3番はアルトフルート持ち替え）
- オーボエ 2（2番はイングリッシュホルン持ち替え）
- クラリネット 4（4番はバスクラリネット持ち替え）
- ファゴット 3（3番はコントラファゴット持ち替え）
- ホルン 4
- トランペット 3（C管）
- トロンボーン 3
- チューバ
- 打楽器 3（1:ヴィブラフォン、2:グロッケンシュピール・チューブラーベル・サスペンデッドシンバル・アンティークシンバル（Gと高いE）、3:タムタム（3台）・スチールドラム・サスペンデッドシンバル（2台）・チューブラーベル） - 同一の楽器を2名が分担して担当することがある
- ハープ
- チェレスタ
- アコーディオン
- 語り手
- 弦五部（14-12-10-8-6）

## 語り手を務めた人物

### 日本
- 遠野凪子（公演時15歳）- 日本初演（放送初演、舞台初演）、上述「概要」欄 参照
  - 遠野凪子（公演時17歳）- 1997年6月18・19日、シャルル・デュトワ指揮、NHK交響楽団 第1327回定期演奏会（渋谷区・NHKホール）
- 小澤征良 - 小澤征爾指揮、サイトウ・キネン・オーケストラ（英語版）
- 吉行和子（公演時68歳）- 2003年9月19日、岩城宏之指揮、オーケストラ・アンサンブル金沢（金沢市・石川県立音楽堂コンサートホール）（岩城宏之編曲・室内管弦楽版）
  - 吉行和子（公演時70歳）- 2006年2月18日、岩城宏之指揮、京都市交響楽団 第485回定期演奏会（京都市・京都コンサートホール）
- 太田麻華 - 2004年9月30日、沼尻竜典指揮、オールジャパン・シンフォニーオーケストラ 第5回現代日本オーケストラ名曲の夕べ（名古屋市・愛知県芸術劇場 コンサートホール）
- 蓮佛美沙子（公演時18歳）- 2009年5月9日、沼尻竜典指揮、日本フィルハーモニー交響楽団 第247回横浜定期演奏会（横浜市・横浜みなとみらいホール）
- 夏菜（公演時23歳）- 2013年3月22日、山田和樹指揮、広島交響楽団 第327回定期演奏会（広島市・広島文化学園HBGホール）
- 中井貴恵（公演時58歳）- 2016年1月29日、尾高忠明指揮、仙台フィルハーモニー管弦楽団「日本の現代作曲家～武満徹 没後20年の今、振り返る～」（仙台市・日立システムズホール仙台コンサートホール）
  - 中井貴恵（公演時60歳）- 2018年2月23・24日、尾高忠明指揮、札幌交響楽団 第607回定期演奏会（札幌市・札幌コンサートホールKitara）
- 上白石萌歌（公演時15歳）- 2016年1月30日、山田和樹指揮、日本フィルハーモニー交響楽団「マーラー・ツィクルス」第4回（渋谷区・東急Bunkamura オーチャードホール）
- 山口まゆ（公演時15歳）- 2016年4月22・23日、レナード・スラットキン指揮、NHK交響楽団 第1833回定期公演（渋谷区・NHKホール）
- 浜辺美波（公演時15歳）- 2016年8月27日、浅野亮介指揮、アンサンブル・フリーEAST 第6回演奏会（小金井市・小金井宮地楽器ホール）
- 唐田えりか（公演時20歳）- 2017年10月14日、川瀬賢太郎指揮、神奈川フィルハーモニー管弦楽団 第333回定期演奏会（横浜市・横浜みなとみらいホール）
- のん（公演時24歳）- 2018年5月21・22日、アンドレア・バッティストーニ指揮、東京フィルハーモニー交響楽団（新宿区・東京オペラシティ コンサートホール）
- 谷花音（公演時14歳）- 2018年6月9日、川瀬賢太郎指揮、オーケストラ・アンサンブル金沢 第402回定期公演（金沢市・石川県立音楽堂コンサートホール）（岩城宏之編曲・室内管弦楽版）
- 下地尚子（公演時31歳）- 2020年10月7日、三ツ橋敬子指揮、東京フィルハーモニー交響楽団（松本市・松本市音楽文化ホール）
- 田幡妃菜（公演時16歳）- 2021年3月15日、尾高忠明指揮、東京都交響楽団 都響スペシャル2021（港区・サントリーホール）
- 高平響（公演時20歳）- 2021年3月20日、尾高忠明指揮、仙台フィルハーモニー管弦楽団 第344回定期演奏会（仙台市・仙台銀行ホール イズミティ21 大ホール）
- 白鳥玉季（公演時12歳）- 2022年1月14・15・16日、佐渡裕指揮、兵庫芸術文化センター管弦楽団 第129回定期演奏会（西宮市・兵庫県立芸術文化センター KOBELCO大ホール）
  - 白鳥玉季（公演時13/14歳）- 2024年1月19・20日、佐渡裕指揮、新日本フィルハーモニー交響楽団 第653回定期演奏会（港区・サントリーホール／墨田区・すみだトリフォニーホール）
- 宇田琴音（公演時15歳）- 2023年5月19日、山田和樹指揮、神戸市室内管弦楽団 神戸文化ホール開館50周年記念ガラ・コンサート「神戸から未来へ」（神戸市・神戸文化ホール 大ホール）（岩城宏之編曲・室内管弦楽版）
- 井上悠里（公演時17歳）- 2025年3月29日、沼尻竜典指揮、音楽大学フェスティバルオーケストラ（首都圏8音楽大学選抜オーケストラ）音楽大学オーケストラ・フェスティバル（川崎市・ミューザ川崎シンフォニーホール）
- 寺田光（公演時19歳）- 2025年10月24日、太田弦指揮、日本センチュリー交響楽団 第293回定期演奏会（大阪市・ザ・シンフォニーホール）（岩城宏之編曲・室内管弦楽版）
- 五藤希愛（公演時15歳）- 2026年2月20・21日、川瀬賢太郎指揮、名古屋フィルハーモニー交響楽団 第542回定期演奏会（名古屋市・愛知県芸術劇場 コンサートホール）